# 君津信用組合
君津信用組合（きみつしんようくみあい）とは、千葉県木更津市に本店を置く信用組合。略称は「きみしん」。

## 沿革
- 1962年5月 設立。
- 1990年4月 安房信用組合と合併する。

## 営業区域
木更津市、君津市、富津市、袖ケ浦市、市原市、館山市、南房総市、鋸南町